# Hegerberg (Ybbstaler Alpen)

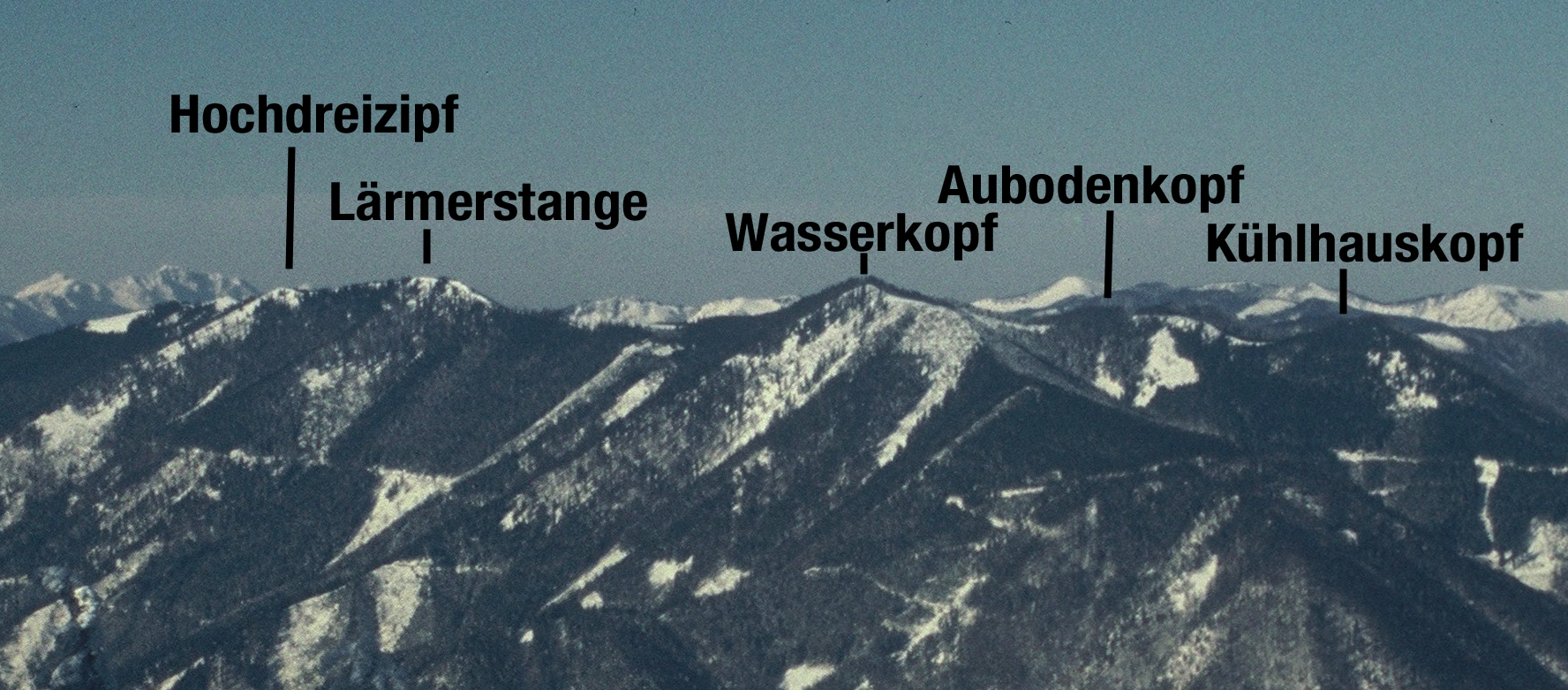
Hegerberg mit Gipfelnamen

Der Hegerberg ist ein vorwiegend bewaldeter Bergrücken, der zwischen dem Ybbstal in Niederösterreich und dem Ennstal in Oberösterreich liegt. Der etwa 12 Kilometer lange Berg erstreckt sich in nordost-südwestliche Richtung in den Gemeinden Hollenstein an der Ybbs und Weyer.

## Topographie
Höchste Erhebung ist die Lärmerstange 1477 m ü. A., gefolgt vom westlich davon gelegenen Hochdreizipf 1466 m. Drei Kilometer südwestlich vom Hochdreizipf liegt die Saugrabenspitze 1185 m. 
Etwa 1,5 Kilometer östlich der Lärmerstange liegt der Wasserkopf 1442 m, auf dem seit 2007 ein Gipfelkreuz steht. Auf dem Kamm nördlich vom Wasserkopf liegen der Aubodenkopf und das Haitzmanneck 1363 m und auf einem Seitenkamm östlich davon der Kühlhauskopf 1343 m.
Durch den Frenzsattel 1009 m ist der Hegerberg von der südlich gelegenen Voralpe getrennt. Die Landesgrenze zwischen Oberösterreich und Niederösterreich verläuft etwa in süd-nördlicher Richtung vom Frenzsattel zum Hochdreizipf und von dort weiter über Lärmerstange, Wasserkopf und Haitzmanneck zum Weyerer Ortsteil Pichl.

## Nutzung
Der Hegerberg wird vor allem forstwirtschaftlich genutzt, wovon ein dichtes Netz an Forststraßen zeugt. Ebenfalls eine wichtige Rolle spielt die Jagd, im Gebiet des Hegerbergs liegt eine Vielzahl von Jagdhütten. Von ehemaligen Almwirtschaften zeugen noch Namen wie Ziegelauer Alm oder Kranzelbaueralm. Touristisch wird der Hegerberg kaum genutzt. Markierte Wanderwege berühren das Gebiet des Berges nur am Rande. Die teilweise recht aussichtsreiche Wanderung von Hollenstein an der Ybbs über den Gipfelkamm nach Schönau an der Enns wird nur selten unternommen, sie nimmt sechs bis sieben Stunden Gehzeit in Anspruch.

## Geologie
Geologisch setzt sich im Hegerberg die Oisbergmulde westlich fort, dementsprechend ist der geologische Aufbau mit seiner Muldenstruktur auch am Hegerberg zu erkennen. Während an den Flanken hauptsächlich Hauptdolomit zutage tritt, erscheinen im Muldenkern in Kammnähe oder etwas nördlich davon deutlich jüngere Gesteine wie Kalke des Jura und Gesteine der Schrambach-Formation aus der Unteren Kreide. Gegen Westen hin macht sich der Einfluss der Weyerer Bögen in einer leichten Drehung der Muldenachse nach Süden hin bemerkbar.